# Ehúd Bárák
Ehúd Bárák (héberül: אהוד ברק; Mismár HaSárón, 1942. február 12. –) született, mint Ehud Brog izraeli politikus és tábornok.
2007 és 2013 között védelmi miniszter, és 2011-ig az Avoda munkáspárt elnöke volt. Ekkor bejelentette, hogy más képviselőkkel együtt elhagyják a munkáspártot, és Atzma'ut (Függetlenség) néven új pártot alapítanak.
1995 és 1996 között Simón Peresz alatt Izrael külügyminisztere, 1999 és 2001 között Izrael miniszterelnöke volt.

## Élete
Bárák 1959-ben lépett be az izraeli hadseregbe, és 35 évet szolgált le ott. Ez alatt az idő alatt az izraeli hadsereg főparancsnoki tisztségéig jutott fel. Ez alatt 5 kitüntetést kapott, amivel a legtöbb katonai kitüntetéssel rendelkező személy lett Izraelben. Emellett doktori fokozatot szerzett a Jeruzsálemi Héber Egyetemen és a Stanford Egyetemen.
1972-ben Barak lett a Cesarea nevű Moszad-különítmény parancsnoka, amelyet az izraeli biztonsági kabinet hozott létre a müncheni túszdrámához hasonló akciók megtorlására. Ebben a funkciójában számos gyilkosság izraeli végrehajtását koordinálta, köztük a túszdráma három túlélőjéből kettőnek a gyors megölését.
Katonai karrierjének végével Bárákot Jichák Rabin 1995-ben a kormányába hívta, ahol a belügyminiszteri pozíciót töltötte be, és hamarosan leendő miniszterelnökként tekintettek rá. Rabin meggyilkolása után az új miniszterelnök, Simón Peresz kormányában külügyminiszter lett (1995-96). 1996-ban beválasztották a Kneszetbe, ahol a külügy- és biztonságpolitikai bizottságban dolgozott. Miután Perez 1996-ban elvesztette a választásokat, 1997-ben az Avoda munkáspárt vezetője lett, és ezzel az első Netanjáhú-kabinet ellenzékének vezetője is.